# The Crownhate Ruin
The Crownhate Ruin — недолго просуществовавшая американская постхардкор-группа из Вашингтона. Группа была сформирована бывшими участниками Hoover Фредом Эрскином и Джо Макредмондом, в состав группы также входил Вин Новара (экс-1.6 Band) на ударных.
Группа Hoover распалась после тура по США в 1994 году. В том же году The Crownhate Ruin начали гастролировать и записывать то, что в конечном итоге стало сборником синглов, а также сплитом с бостонской группой Karate. В 1996 году они выпустили свой единственный полноформатный альбом Until the Eagle Grins на лейбле Dischord Records, после чего в том же году распались.
Позже все трое участников сотрудничали при записи или выступлениях для The Boom, HiM и The Sorts. Эрскин присоединился к June of 44 еще до воссоединения Hoover. В 2022 году были собраны и выпущены синглы группы и два неизданных трека.

## Дискография
Альбомы
- Until the Eagle Grins (Dischord Records CD/LP, 1996)
- Singles and Early Recordings: 1994-1995 (co-release of New Atlantis and BCore Disc, LP/digital download, 2022)

Синглы
- Elementary 7-inch "Lesson in Thread" b/w "Pioneers" (T.C. Ruin, 1995)
- Primer 7-inch "Present to President" and "Last Place in Triage" b/w "My Country Getaway" (T.C. Ruin, 1995)
- Visit from Mars" b/w Karate "Cherry Coke" (Art Monk Construction split 7-inch with Karate, 1995)
- Intermediate 7-inch "Better Still If They Don't Know" b/w "Every Minute's Sucker" (Dischord/T.C. Ruin, 1995)